# John Smoltz
John Andrew Smoltz (né le 15 mai 1967 à Warren, Michigan, États-Unis) est un lanceur droitier de baseball qui évolue dans les Ligues majeures de 1988 à 2009. Il joue 21 de ses 22 saisons chez les Braves d'Atlanta et est élu au Temple de la renommée du baseball en 2015.
Smoltz a enregistré plus de 3 000 retraits sur des prises en carrière et remporté un trophée Cy Young comme meilleur lanceur de la Ligue nationale, en 1996. Il a aussi participé à huit matchs d'étoiles, dominé la Nationale pour les victoires (1996 et 2006), pour les sauvetages (2002) et les retraits sur des prises (1992 et 1996). Il a remporté une Série mondiale avec Atlanta en 1995.  
Entre 2001 et 2004, John Smoltz, à l'origine un lanceur partant, a été utilisé comme lanceur de relève et est devenu le second lanceur (après Dennis Eckersley) avec au moins une saison de 20 victoires et une autre de 50 sauvetages dans les majeures. Il est d'ailleurs le seul lanceur de l'histoire avec au moins 200 victoires et au moins 150 sauvetages en carrière.

## Début de carrière
Au lycée Waverly de Lansing (Michigan), John Smoltz est un joueur majeur dans l'équipe de basket-ball et dans l'équipe de baseball, membre de l'équipe type de l'État du Michigan dans les deux sports. Il est sélectionné au 22e tour (574e au total) du repêchage de 1985 par les Tigers de Detroit. 
Smoltz aurait pu s'engager avec l'équipe de basket-ball de l'Université de l'État du Michigan, mais choisi finalement le baseball. Il signe son premier contrat professionnel le 22 septembre 1985. Il débute en ligue mineure avec les Tigers de Lakeland (Florida State League) lors de la saison 1986. En 17 matchs, dont 14 débutés, il est crédité de 7 victoires pour 8 défaites. En 1987, il commence la saison avec les Tigers de Glenn Falls dans la Ligue de l'Est (4 victoires, 10 défaites en 21 matchs). Le 12 août 1987, il est transféré aux Braves d'Atlanta en échange de Doyle Alexander, un lanceur vétéran qui aidera les Tigers à remporter le titre de la division Est de la Ligue américaine. Smoltz est assigné aux Braves de Richmond en Ligue internationale. En 3 rencontres, il est seulement crédité d'une défaite.

## Les premières années avec les Braves (1988-1997)
En 1988, il reste à Richmond pour le début de saison et obtient 10 victoires pour 5 défaites en 20 matchs. Le 23 juillet, il débute en Ligue majeure par une victoire contre les Mets de New York. Il enchaîne quatre défaites consécutives avant de remporter sa deuxième victoire contre les Cubs de Chicago le 28 août. Il termine sa première saison avec un bilan de 2 victoires pour 7 défaites et une moyenne de 5,48 points mérités.

En 1989, il participe à son premier match des étoiles de la ligue majeure de baseball après un bon début de saison (11 victoires pour 6 défaites). Il lance lors de la deuxième manche pour l'équipe de Ligue nationale, accorde un point et est crédité de la défaite. Sa deuxième partie de saison est marquée par une série de cinq défaites consécutives en autant de départ. Il finit avec un bilan de 12 victoires pour 11 défaites et une moyenne de 2,94 points mérités.
En 1991, il remporte 14 victoires (comme en 1990) pour 13 défaites malgré une mauvaise première partie de saison (2 victoires, 11 défaites). Il se reprend et mène les Braves à leur premier titre de division depuis 1982. Ils affrontent alors les Pirates de Pittsburgh en finale de Ligue nationale et Smoltz conclut la série par une victoire lors du match 7. Il termine le match avec un blanchissage 4-0. Les Braves sont opposés au Twins du Minnesota en série mondiale, mais perdent au terme de sept rencontres serrées. De nouveau lanceur dans le match 7, il est opposé à Jack Morris. Ce dernier lance 10 manches sans accorder de points dans l'une des plus grandes performances des séries mondiales. Smoltz n'accorde aucun point pendant ses 7 manches, mais les Braves doivent s'incliner en 10e manche sur un coup sûr de Gene Larkin alors que les bases sont pleines. Au total, Smoltz est crédité de deux victoires en quatre départs, accordant seulement 5 points en près de 30 manches et retirant 26 batteurs sur prises.

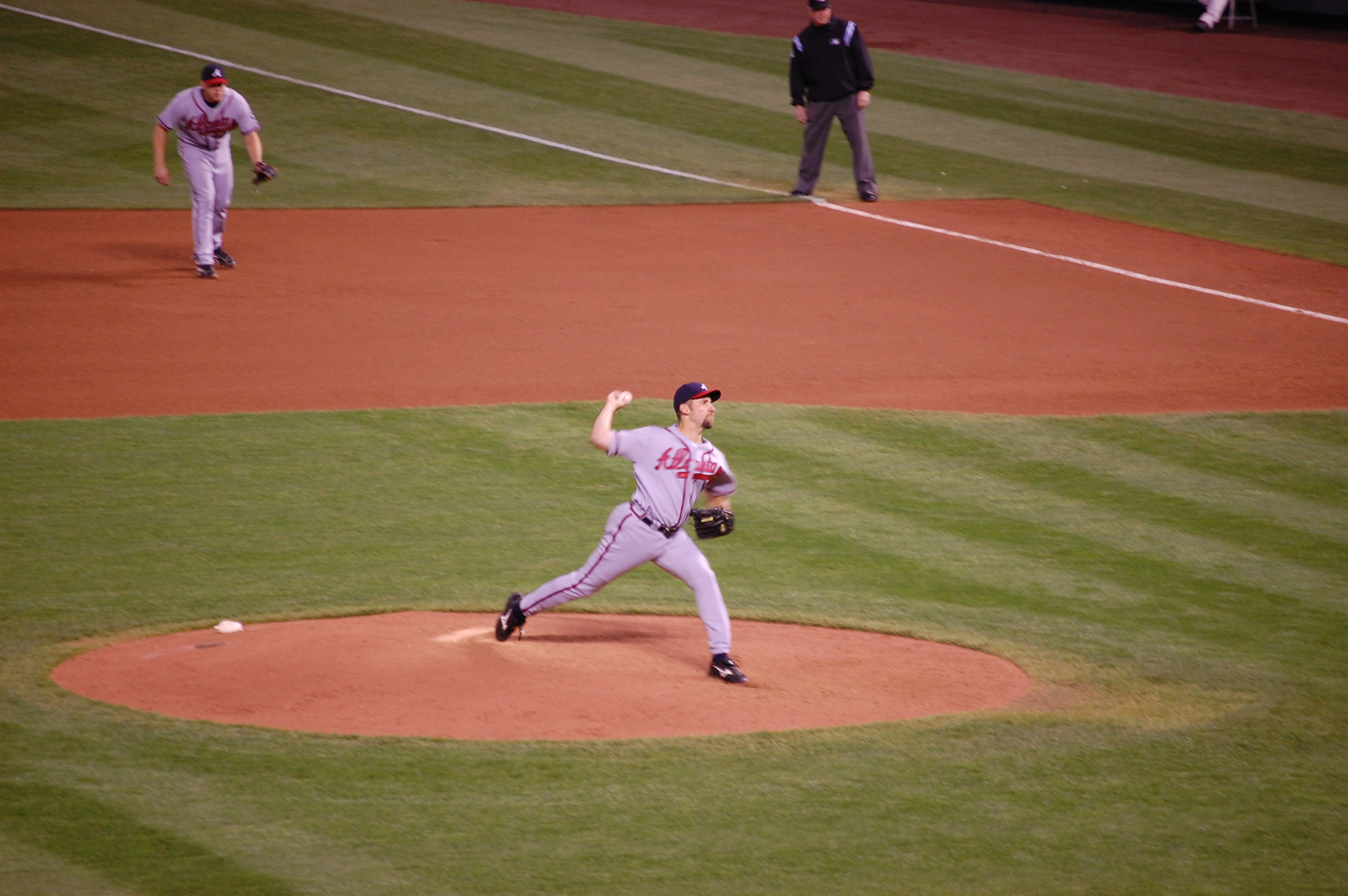
John Smoltz lançant pour les Braves d'Atlanta en 2007.

En 1992, Smoltz obtient 15 victoires en 35 départs lors de la saison régulière. Il réussit 3 blanchissages et lance 9 matchs complets. En finale de Ligue nationale, il remporte deux victoires (matchs 1 et 4) et le trophée de meilleur joueur de la série. Les Braves atteignent la série mondiale pour la deuxième année consécutive, mais doivent une nouvelle fois s'incliner face aux Blue Jays de Toronto mené par Jack Morris. Smolt remporte une victoire sur ses deux départs et retire 12 batteurs en 13 manches lancées.
Avant le début de la saison 1993, les Braves signent un contrat avec le lanceur Greg Maddux. Avec Tom Glavine et John Smoltz, ils forment le meilleur trio de lanceurs partants de l'histoire de la Ligue majeure. À eux trois, ils obtiennent 57 des 104 victoires de l'équipe lors d'une saison record pour les Braves. Smoltz finit avec 15 victoires et 11 défaites en 35 matchs. En finale de Ligue nationale, il est crédité de sa première défaite en série éliminatoire face aux Phillies de Philadelphie. Les Braves perdent la série en 6 matchs (2 victoires pour 4 défaites).
En 1994, la saison est raccourcie en raison d'une grève des joueurs. Smoltz obtient 6 victoires pour 10 défaites en 21 matchs. Le 8 septembre, il est opéré de l'épaule droite pour retirer un ostéophyte. Il rebondit en 1995 avec une saison à 12 victoires (pour 7 défaites) et 193 retraits sur prises (2e de la Ligue nationale). Parmi les faits marquants de sa saison, il obtient deux victoires lors de deux matchs complets consécutifs (14 et 19 juin contre Montréal et Cincinnati). Les Braves atteignent une nouvelle fois la série mondiale et battent les Indians de Cleveland, décrochant le premier titre de la franchise depuis son arrivée à Atlanta, notamment grâce aux performances de Maddux et de Glavine qui commencent à éclipser Smoltz.
En 1996, John Smoltz produit sa meilleure saison professionnelle avec un bilan de 24 victoires pour 8 défaites en 35 matchs. Il retire 276 batteurs sur prises et aligne une série de 14 victoires consécutives en début de saison. Il est sélectionné pour participer à son quatrième match des étoiles. Il est le lanceur partant de l'équipe de Ligue nationale et se voit crédité de la victoire. Le 22 septembre, il réalise un double exploit contre les Expos de Montréal en remportant une victoire et en frappant un coup de circuit pour 3 points, donnant l'avantage aux Braves. Cette victoire des Braves leur assurent un cinquième titre consécutif de division. Les 24 victoires de Smoltz établissent un nouveau record depuis que l'équipe est à Atlanta, dépassant les 23 victoires de Phil Niekro en 1969. Les Braves se qualifient pour la série mondiale après avoir écartés les Dodgers de Los Angeles et les Cardinals de Saint-Louis. Smoltz remporte 3 nouvelles victoires lors de ces séries et il est le lanceur partant du match 1 de la série mondiale face aux Yankees de New York, absents de la finale depuis 1982. Les Braves s'imposent largement au Yankee Stadium sur le score de 12 à 1. Le second match donne un avantage de deux victoires aux Braves avant de revenir à Atlanta. Mais les Yankees enchaînent quatre victoires de suite et remportent leur 23e titre. Smoltz est crédité de la défaite lors de l'avant-dernier match de la série perdu 0-1 par les Braves. Il remporte quand même le trophée Cy Young pour sa brillante saison régulière et termine 11e pour le vote du Meilleur joueur des ligues majeures.
Sa saison 1997 est du même calibre, il commence une nouvelle fois 35 rencontres, mais ne remporte que 15 victoires (pour 12 défaites) en raison d'un soutien limité de l'attaque. Il lance 256 manches (1er en Ligue nationale) et obtient 241 retraits sur prises (3e en Ligue nationale). C'est la quatrième fois en carrière qu'il retire au moins 200 batteurs sur une saison. Son meilleur total sur un match s'élève à 12, le 24 août contre les Reds de Cincinnati. Il termine la saison avec une moyenne de 3,02 points mérités, accordant moins de 2 points lors de 22 de ses 35 départs. Les Braves chutent en finale de Ligue nationale face aux Marlins de Floride, vainqueurs surprise de la série mondiale quelques jours plus tard. En décembre, il est de nouveau opéré de l'épaule droite par arthroscopie pour retirer des dépôts de calcium près de l'articulation du bras.

## De lanceur partant à lanceur de relève (1998-2004)
En 1998, Smoltz commence la saison sur la liste des blessés à la suite de son opération à l'épaule, mais revient avec un bilan de 4 victoires sans défaite pour ses 6 premiers départs, son meilleur début de saison en carrière. Il est à nouveau mis au repos au début du mois de juin pour une inflammation de l'épaule. Pour son retour, il remporte une nouvelle victoire contre les Expos de Montréal le 20 juin. Il poursuit sa domination sur le monticule avec notamment deux blanchissages contre les Pirates de Pittsburgh le 24 juillet et face aux Mets de New York le 6 septembre. Il ajoute trois autres victoires pour finir sa saison avec quatre victoires consécutives en autant de départs. Au total, il remporte 15 victoires pour 3 défaites, soit le meilleur pourcentage de victoire de la Ligue majeure en 1998 (0,850). C'est aussi la troisième année consécutive qu'il obtient au moins 15 victoires. Les Braves échouent une deuxième fois de suite en finale de Ligue nationale face aux Padres de San Diego.
Sa saison 1999 est marquée par deux nouveaux séjours sur la liste des blessés toujours en raison d'une épaule droite douloureuse. Il commence pourtant la saison avec 4 victoires au mois d'avril, dont un blanchissage 3-0 face aux Reds de Cincinnati le 30 avril, lors duquel il n'accorde qu'un coup sûr (une première en carrière). Il frappe même un coup de circuit, fait rare pour un lanceur. Il affiche une moyenne de 1,51 point mérité en 5 départs et est nommé Lanceur du mois en Ligue nationale. Cinq jours plus tard, il remporte une cinquième victoire contre les Cardinals et enregistre pour la première fois un bilan de 5 victoires sans défaite pour commencer la saison. Le 7 juin, il devient le 53e lanceur de l'histoire de la Ligue majeure à retirer 2000 batteurs sur prises. Le 26 septembre, il est le lanceur vainqueur lors de la victoire des Braves contre les Expos de Montréal, assurant le 8e titre de division consécutif pour Atlanta. Il renouvelle alors une performance réalisée en 1991 et 1996. Il termine la saison avec un bilan de 11 victoires pour 8 défaites et une moyenne de 3,19 points mérités (5e de la Ligue nationale). Il est le meilleur frappeur des Braves parmi les lanceurs avec une moyenne de 0,274, 1 circuit et 7 points produits, ce qui lui vaut son premier trophée Silver Slugger.
Le 23 mars 2000, avant le début de la saison, Smoltz est opéré du ligament collatéral ulnaire (ligament interne du coude) et reste indisponible pendant toute l'année. Il revient dans la rotation des lanceurs le 17 mai 2001 contre les Rockies du Colorado. Il sort du match après 3 manches et 5 points accordés. Il est crédité d'une défaite et ses quatre autres départs seront mitigés. Son bilan est de 2 victoires et 2 défaites en 5 départs, avec une moyenne de 5,76 points mérités. Le 10 juin, il est encore une fois placé sur la liste des blessés pour une tendinite au coude droit. Le 22 juillet, les Braves lui confie pour la première fois le rôle de lanceur de relève contre les Expos de Montréal. Il termine le match en 9e manche avec 9 lancers dont 7 prises. Il devient progressivement un lanceur de fin match dominant en Ligue nationale, obtenant 10 sauvetages en 11 occasions. Il est crédité de son premier sauvetage le 17 août face aux Giants de San Francisco, retirant 4 batteurs sur prises au cours des deux dernières manches du match conclu par une victoire des Braves 2-1. Son bilan au poste de lanceur de relève est d'une victoire pour une défaite et de 37 retraits sur prises en 34 manches lancées.
En 2002, pour sa première saison complète en tant que lanceur finisseur, il termine la saison avec 55 sauvetages et bat le précédent record de sauvetages en une saison de Ligue nationale (53, par Randy Myers des Cubs en 1993 et Trevor Hoffman des Padres en 1998). Il finit troisième lors du vote pour le trophée Cy Young et huitième pour le vote du meilleur joueur de Ligue nationale. Il établit deux nouveaux records pour la franchise en alignant 25 sauvetages consécutifs en autant d'occasion et en dépassant le précédent record de sauvetages en saison (39 par Mark Wohlers en 1996). Il devient aussi le deuxième lanceur comptant une saison avec au moins 50 sauvetages et une saison avec au moins 20 victoires. En phase finale, il finit deux matchs face aux Giants de San Francisco et n'accorde qu'un seul point sur un circuit de Barry Bonds lors du match 2 de la série de division.
Il poursuit sa domination à son nouveau poste en 2003 avec 45 sauvetages sur 49 opportunités. Avec Éric Gagné, il est le deuxième lanceur de relève à compter au moins 100 sauvetages en deux saisons consécutives. Il obtient sa plus faible moyenne de points mérités en carrière avec 1,12 (8 points mérités en 64 1⁄3 manches). En série de division contre les Cubs de Chicago, il obtient sa 13e victoire en phase finale lors du match 2 (malgré un sauvetage raté) et un sauvetage lors du match 4. Le 7 octobre, il subit une nouvelle opération pour nettoyer ses cicatrices à l'épaule droite. Il ne joue que six rencontres en pré-saison, mais sa saison 2004 est du même calibre que la précédente avec 44 sauvetages sur 49 opportunités. Il devient le premier joueur des Braves à aligner trois saisons consécutives avec au moins 30 sauvetages. En série de division face aux Astros de Houston, il obtient sa 14e victoire en phase finale (match 4). Il n'accorde aucun point en 5 manches de relève sur deux matchs.
Avec 154 sauvetages pour Atlanta de 2001 et 2004, Smoltz établit un record de franchise qui tient jusqu'au 6 juin 2014, lorsqu'il est battu par Craig Kimbrel.

## Le retour dans la rotation des Braves (2005-2008)
Après trois saisons complètes comme lanceur finisseur, la direction des Braves accorde à Smoltz le droit de revenir dans la rotation des lanceurs partants pour la saison 2005.
Son premier match en tant que partant tourne rapidement au cauchemar. Il accorde six points mérités en seulement 1 2⁄3 manche (13 batteurs au total, 6 coups sûrs) face aux Marlins de Floride lors du match d'ouverture de la saison pour les Braves perdu 9 à 0. C'est la quatrième fois en carrière qu'il sort du match après si peu de manches lancées. Après deux autres départs de bonne facture au lancer, son bilan est de 3 défaites en raison d'une attaque limitée (3 points marqués par les Braves sur ses trois sorties). Par la suite, Smoltz retrouve des statistiques plus conformes à son niveau et finit la première partie de la saison avec un bilan de 9 victoires pour 5 défaites. Tony La Russa, le gérant des Cardinals de Saint-Louis et de l'équipe de Ligue nationale pour le match des étoiles 2005 le choisit pour participer à son septième match des étoiles. Smoltz accorde un circuit à Miguel Tejada dans la deuxième manche et la Ligue américaine remporte une victoire 7 à 5. Il est crédité de la défaite pour la deuxième fois dans un match des étoiles (pour une victoire). Quelques jours plus tard, le 15 juillet, il remporte sa dixième victoire de la saison face à son ancien coéquipier Tom Glavine, lanceur des Mets de New York. Dans le même match, il retire son 2500e batteur sur prises (Jose Reyes en cinquième manche). Il est le 27e lanceur de Ligue majeure à atteindre ce palier. Il finit sa saison sur une fiche de 14 victoires pour 7 défaites, une moyenne de 3,06 points mérités et 169 retraits sur prises. Pour la huitième fois en carrière, il dépasse les 200 manches lancées en saison. Malgré une baisse de régime en fin de saison due à une épaule droite douloureuse, Smoltz remporte la seule victoire des Braves en série de division face aux Astros de Houston, futur finaliste de la série mondiale. Il n'accorde qu'un seul point en 7 manches lancées et retire 5 batteurs sur prises.
En 2006, âgé de 39 ans, il confirme son retour parmi les meilleurs lanceurs partants de Ligue majeure. Il finit sa saison avec 16 victoires (1er ex-æquo de Ligue nationale) et 9 défaites en 35 départs. Il lance une nouvelle fois plus de 200 manches (232, 4e en Ligue nationale) et retire plus de 200 batteurs sur prises pour la cinquième fois en carrière (211, 3e en Ligue nationale). Il obtient son 16e blanchissage en carrière lors de son 51e match complet face aux Padres de San Diego le 15 avril (victoire 2-0 des Braves). Il lance deux autres matchs complets pour deux victoires (le 12 mai face aux Nationals et le 11 août face aux Brewers). Il termine sa saison sur une série de 4 victoires consécutives avec une moyenne de 0,94 point mérités. Malgré ses bonnes performances, il finit septième et loin derrière Brandon Webb lors du vote pour le trophée Cy Young.
Le 21 septembre 2006, les Braves annoncent qu'ils lèvent l'option de 8 millions de dollars sur le contrat de John Smoltz pour la saison 2007. Le 26 avril 2007, Smoltz signe une extension de contrat avec les Braves. Le nouveau contrat prévoit un salaire de 14 millions de dollars en 2008, une option pour 12 millions de dollars en 2009 et une option pour 12 à 13 millions de dollars en 2010 (selon la capacité de Smoltz de lancer au moins 200 manches en 2008 et 2009).
Le 24 mai 2007, exactement 11 ans après avoir remporté sa 100e victoire, John Smoltz remporte sa 200e victoire face aux Mets de New York et Tom Glavine. Il devient alors le premier lanceur à cumuler 200 victoires et 150 sauvetages en carrière.
Le 22 avril 2008, il devient le 16e lanceur de l'histoire des Ligues majeures à atteindre le palier des 3000 retraits sur les prises lors d'une défaite contre les Nationals de Washington.

## Red Sox de Boston

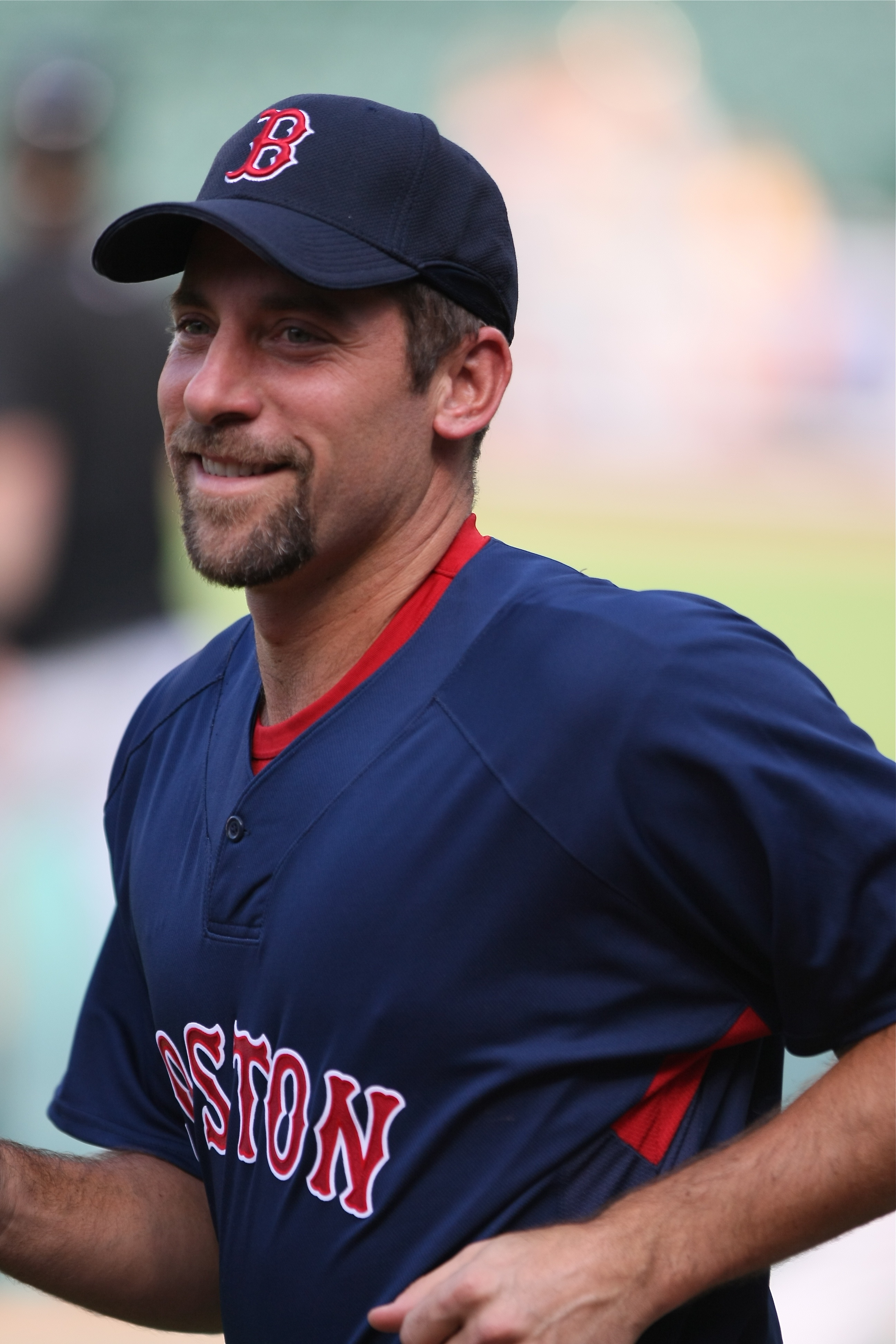
John Smoltz en juin 2009 avec les Red Sox de Boston.

En 2009, après 21 saisons à Atlanta, Smoltz signe un contrat d'un an avec les Red Sox de Boston.
Le 7 août 2009, les Red Sox remercient le vétéran lanceur. 

### Cardinals de Saint-Louis
Le 19 août 2009, Smoltz signe un contrat d'un an avec les Cardinals de Saint-Louis. Il y joue les 7 derniers matchs de sa carrière.

## Élection au Temple de la renommée du baseball
John Smoltz est élu au Temple de la renommée du baseball le 6 janvier 2015. À sa première année d'éligibilité, il termine 3e du vote avec 82,9 % des votes exprimés par les membres de l'Association des chroniqueurs de baseball d'Amérique, bien plus que le minimum de 75 pour cent nécessaire à l'élection au Temple. Il fait son entrée lors d'une cérémonie à Cooperstown le 26 juillet 2015, en même temps que Randy Johnson, Pedro Martinez et Craig Biggio. L'arrivée au Panthéon complète le trio de lanceurs étoiles des belles années des Braves, Greg Maddux et Tom Glavine y ayant été élus en 2014, eux aussi à leur première année d'éligibilité, et intronisés en même temps que leur ancien gérant, Bobby Cox.

## Faits marquants

### Trophées et records en Ligue majeure
- Huit sélections pour le match des étoiles : 1989, 1992, 1993, 1996, 2002, 2003, 2005, 2007.
- Meilleur joueur de la finale de Ligue nationale : 1992.
- Trophée Cy Young : 1996.
- Trophée Silver Slugger pour un lanceur : 1997.
- Trophée du meilleur releveur de Ligue nationale : 2002.
- Prix Roberto Clemente : 2005.
- Plus grand nombre de victoires sur une saison en Ligue nationale : 24 en 1996.
- Meilleur pourcentage de victoire sur une saison en Ligue nationale : 0,750 en 1996.
- Plus grand nombre de retraits sur prises sur une saison en Ligue majeure : 276 en 1996.
- Meilleur pourcentage de victoire sur une saison en Ligue majeure : 0,850 en 1998.
- Plus grand nombre de sauvetages en Ligue majeure : 55 en 2002.
- Seul lanceur avec au moins 200 victoires et 150 sauvetages.

### Records en séries éliminatoires
- Plus grand nombre de victoires en carrière : 15.
- Plus grand nombre de retraits sur prises en carrière : 194.

### Records avec les Braves
- Plus grand nombre de sauvetages en carrière pour la franchise des Braves : 154.
- Plus grand nombre de sauvetages sur une saison pour la franchise des Braves : 55 en 2002.